# Brasiliens Grand Prix 1996
Brasiliens Grand Prix 1996 var det andra av 16 lopp ingående i formel 1-VM 1996.

## Resultat
1. Damon Hill, Williams-Renault, 10 poäng
2. Jean Alesi, Benetton-Renault, 6
3. Michael Schumacher, Ferrari, 4
4. Mika Häkkinen, McLaren-Mercedes, 3
5. Mika Salo, Tyrrell-Yamaha, 2
6. Olivier Panis, Ligier-Mugen Honda, 1
7. Eddie Irvine, Ferrari
8. Pedro Diniz, Ligier-Mugen Honda
9. Ukyo Katayama, Tyrrell-Yamaha
10. Pedro Lamy, Minardi-Ford
11. Luca Badoer, Forti-Ford
12. Martin Brundle, Jordan-Peugeot (varv 64, snurrade av)

### Förare som bröt loppet
- Rubens Barrichello, Jordan-Peugeot (varv 59, snurrade av)
- Heinz-Harald Frentzen, Sauber-Ford (36, motor)
- David Coulthard, McLaren-Mercedes (29, snurrade av)
- Johnny Herbert, Sauber-Ford (28, motor)
- Jacques Villeneuve, Williams-Renault (26, snurrade av)
- Gerhard Berger, Benetton-Renault (26, hydraulik)
- Andrea Montermini, Forti-Ford (26, snurrade av)
- Ricardo Rosset, Footwork-Hart (24, snurrade av)
- Jos Verstappen, Footwork-Hart (19, motor)
- Tarso Marques, Minardi-Ford (0, snurrade av)